# حجاج عبد العظيم
حجاج عبد العظيم (16 أغسطس 1960 -)، ممثل مصري. بدأ في الكوميديا مسيرته الفنية وقدم العديد من الأعمال الفنية.

## من أعماله:

### أفلام:
- فرحان ملازم آدم
- 90 دقيقة
- الارهاب والكباب
- عليا الطرب بالتلاتة
- اللمبي
- ابن عز
- فول الصين العظيم
- أبو العربي
- محامي خلع
- عبده مواسم
- ميدو مشاكل
- الأولة في الغرام
- السيد أبو العربي وصل
- مش أنا

### مسلسلات تلفزيونية:
- فهد البطل:2025
- سكن البنات :2020
- محمود المصري
- يوميات ونيس
- مبروك جالك قلق
- كريمة كريمة
- زهرة وازواجها الخمسة
- حكايات بنعيشها
- الريان
- آدم.
- الباطنية
- الشك.
- العقرب.
- ليالي الحلمية.
- حكيم عيون.
- دلع بنات.
- ياأنا ياإنتي.
- شباب رايق جدا
- خطوط حمراء
- مسلسل عصابة بابا وماما
- مسلسل الاخوة اعداء

## روابط خارجية
- حجاج عبد العظيم على موقع IMDb (الإنجليزية)
- حجاج عبد العظيم على موقع الدهليز
- حجاج عبد العظيم على موقع قاعدة بيانات الأفلام العربية